# 中壢市區公車
中壢市（今中壢區）於1967年由鎮改制為縣轄市，是台灣第2個改制縣轄市的鄉鎮，僅次於三重市。與相鄰的桃園市發展迅速，人口激增，1974年桃園縣政府核准桃園客運於中壢市及桃園市分別行駛市區公車，成為台灣少數行駛市區公車的城市。1979年桃園縣政府又核准皇宮客運（現改名中壢客運）也行駛兩市市區公車，因而，目前共有2家公司經營中壢市公車。
桃園客運經營的中壢市公車係1974年10月31日通車，初期經營6條路線，包括0南路（至士校）、0北路（至士校）、1路（經內壢至桃園）、2路（至中央大學）、3路（至中壢高中）、5路（至篤行五村），後又陸續開闢1甲路（經環西路至桃園）、1乙路（經中壢市公所至桃園）、6路（至文化路）、7路（至平鎮市公所）、9路（至華勛社區）、9甲路（至華勛四村）、10路（至中壢工業區）、11路（至青埔社區）、12路（至大崙）、13路（至中壢工業區合定路）、15路（至內壢高中）、16路（至壢新醫院）、17路（至南東路）、18路（至宵裡）及102路（至太子鎮），目前實際營運15條路線。
中壢客運經營的中壢市公車初期行駛4條路線，包括1路（經內壢至桃園）、2路（至工業區）、3路（至忠貞）、5路（至普義路），後又陸續開闢6路（至忠愛莊）、7路（至篤行六村）、9路（至獅子林社區）、10路（至中央大學）、11路（至富源）、12路（至鄉界）、15路（至平鎮市）、16路（至平鎮市）、17路（至青埔王公）、102路（至太子鎮），目前實際營運9條路線。另外，中壢客運也曾行駛平鎮地區公車，分別編為平1線、平2線等，但己全面停駛。

## 營運路線

中壢客運131路

### 中壢市區公車
| 路線編號 | 路線名稱                   | 營運單位          | 備註                                                                    |
| -------- | -------------------------- | ----------------- | ----------------------------------------------------------------------- |
| 1路      | 中壢－桃園                 | 桃園客運          | 與中壢客運1路路線相同                                                   |
| 1路      | 中壢－桃園                 | 中壢客運          | 與桃園客運1路路線相同                                                   |
| 1甲      | 中壢－桃園                 | 桃園客運          | 經中壢高中                                                              |
| 111路    | 中壢－南勢                 | 桃園客運          |                                                                         |
| 112南    | 中壢－士校                 | 桃園客運          | 先經龍岡路；行經清雲大學、龍岡國小、 陸軍專校、南亞學院、中原大學等站   |
| 112北    | 中壢－忠貞                 | 中壢客運          | 先經中山東路；行經中原大學、南亞學院、 陸軍專校、龍岡國小、清雲大學等站 |
| 115甲    | 中壢－平東路               | 桃園客運          | 先經龍岡路                                                              |
| 115乙    | 中壢－平東路               | 桃園客運          | 先經金陵路； 行經清雲大學、龍岡國小、忠貞國小、東安國中等站             |
| 116路    | 中壢－自立新村             | 桃園客運          | 原6路                                                                   |
| 118路    | 中壢－中壢高中             | 桃園客運          |                                                                         |
| 119路    | 中壢－壢新醫院             | 桃園客運          | 經育達高中                                                              |
| 120路    | 中壢－太子鎮               | 桃園客運 中壢客運 | 原102路                                                                 |
| 122路    | 中壢－鄉界                 | 中壢客運          | 部份班次繞駛萬能科技大學；原12路                                        |
| 126路    | 中壢－忠愛莊               | 中壢客運          | 原6路                                                                   |
| 131路    | 中壢－富源                 | 中壢客運          | 原11路                                                                  |
| 132路    | 中壢－中央大學             | 桃園客運          | 原2路，每日8班延駛至高鐵桃園站                                          |
| 133路    | 中壢－中央大學             | 中壢客運          | 原10路                                                                  |
| 135路    | 中壢－內壢高中             | 桃園客運          | 原15路                                                                  |
| 155路    | 中壢－篤行六村－元智大學   | 桃園客運          | 先經興仁路；原5甲路                                                     |
| 156路    | 中壢－篤行六村－元智大學   | 桃園客運          | 先經環中東路；原5乙路                                                   |
| 167路    | 中壢－篤行六村             | 中壢客運          | 原7路                                                                   |
| 169路    | 中壢－華勛社區             | 桃園客運          | 原9路                                                                   |
| 170路    | 中壢－高鐵桃園站           | 中壢客運          | 高鐵快捷公車；原17路                                                    |
| 171路    | 中壢－青埔－高鐵桃園站     | 桃園客運          | 原11路                                                                  |
| 172路    | 中壢－中央大學－高鐵桃園站 | 中壢客運          |                                                                         |

### 免費市民公車
2011年9月15日起開辦免費市民公車，由桃園客運行駛，初期共有內壢龍岡、大崙及外環等3線。

2012年7月1日起調整車班與路線，並於8月14日增加電動公車內環線。

2013年5月1日起內壢龍岡線平日新增一個班次，並新增內定青埔線路線。

2014年3月1日起各路線新增班次或時刻微調。

2015年1月14日起路線調整、時刻微調及取消內定青埔甲線。
- 內壢龍岡線：

（→棕線發車方向，平日12班、假日7班）

市公所⇔SOGO百貨⇔市立圖書館⇔健行科技大學⇔普仁新村⇔榮民服務處⇔馬祖新村⇔龍岡圓環⇔龍岡國中⇔健保局⇔華勛街⇔篤行六村⇔中正國小⇔興仁國小⇔元智大學⇔署立醫院⇔內壢火車站⇔內壢高中⇔文化公園⇔內壢國中⇔南園郵局⇔中園路口⇔福州街口⇔市公所

（←綠線發車方向，平日12班、假日7班）
- 大崙線：

（→橘線發車方向，平日6班、假日5班）

市公所⇔民權路口⇔大丘田⇔芭里活動中心⇔國際棒球場⇔崁頭厝⇔月眉活動中心⇔山東國小⇔大莊路口⇔鳥仔厝⇔大崙⇔三塊厝⇔中央大學⇔志廣路口⇔中壢高中⇔光明公園⇔崇光百貨⇔市公所

（←紫線發車方向，平日6班、假日5班）
- 外環線：

（→紅線發車方向，平日13班、假日9班）

市公所⇔戶政所⇔工業區⇔內壢火車站⇔自強國中⇔永福路口⇔實踐路口⇔中山東路口⇔健行科大⇔龍岡路口⇔平鎮高中⇔中豐路口⇔壢新醫院⇔青果市場⇔宏國大樓⇔民權路口⇔市公所

（←藍線發車方向，平日13班、假日9班）
- 內環線：

（→黃線單向行駛，平日23班、假日13班）

市公所⇒中壢市聯合辦公大樓⇒中壢社福館⇒中壢市立圖書館⇒中壢監理站⇒永興公園⇒大同商圈⇒中央公園⇒中壢火車站⇒中壢分局⇒中壢國中⇒河川教育中心⇒中壢地政事務所⇒中壢觀光夜市⇒興國市場⇒SOGO百貨⇒市公所
- 內定青埔線

（→甲線發車方向，平日5班、假日2班）

市公所⇔工業區⇔上內壢⇔內壢高中⇔忠孝黃昏市場⇔內定國小⇔內定十一街⇔高鐵桃園站⇔大江國際購物中心⇔萬能科大⇔忠福國小⇔南園二路⇔新生路⇔市公所

（←乙線發車方向，平日5班、假日2班）

### 其他行駛中壢區之公車路線
- 168路：內壢車站－會稽國中（統聯客運營運；一段票收費）
- 206路：桃園—大竹—高鐵桃園站（桃園客運營駛；二段票收費）（原106路）
- 301路：楊梅—中壢—桃園—龜山（桃園客運、中壢客運及新竹客運共同營駛；三段票收費）
- 601路：內壢－桃園－捷運迴龍站（桃園客運、中壢客運聯營；兩段票收費）
- 701路：龍潭—中壢—林口長庚醫院（桃園客運，中壢客運共同營駛；四段票收費）
- 703路：竹圍—南崁—中壢（亞通客運營駛；四段票收費）
- 705路：桃園國際機場—高鐵桃園站（統聯客運營駛）

## 已停駛路線
- 桃園客運1路乙：中壢—中壢市公所—桃園，經新生路、環北路。
- 桃園客運3路：中壢—中壢高中，曾與7路中壢—平鎮鄉公所線合併為0東路、0西路。
- 桃園客運7路：中壢—平鎮鄉公所，曾與3路中壢—中壢高中線合併為0東路、0西路。
- 桃園客運9路甲：中壢—華勛五村，與9路中壢—華勛新村併線。
- 桃園客運12路：中壢—大崙。
- 桃園客運13路：中壢—定寧路。
- 中壢客運2路：中壢—工業區。
- 中壢客運5路：中壢—普義路。（市區環線）
- 中壢客運9路：中壢—獅子林。
- 中壢客運15路：中壢—警察局—平鎮。（待查證）
- 中壢客運16路：中壢—警察局—平鎮。（待查證）
- 中壢客運平1路：中壢—壢新醫院。
- 中壢客運平2路：中壢—東勢國小。
- 中壢客運平3路：中壢—金陵路
- 中壢客運平6路：中壢—鎮江加油站。
- 桃園客運110路：中壢—文化路

## 外部連結
- （繁體中文）桃園市市區公車路線、時刻表（页面存档备份，存于）
- （繁體中文）桃園市公車動態系統（页面存档备份，存于）
- （繁體中文）桃園客運公司（页面存档备份，存于）
- （繁體中文）中壢客運公司（页面存档备份，存于）
- （繁體中文）中壢市公所－免費市民公車

Template:桃園市市區公車